# Hathor (Stargate)
Hathor, es un personaje ficticio de la serie de televisión estadounidense Stargate SG-1, interpretado por la actriz Surafricana Suanne Braun.
Hathor era la compañera de Ra y la madre de Heru'ur. 
Después de la rebelión Tau'ri, ella se encarceló en su sarcófago durante siglos antes de ser puesta en libertad por accidente en 1997.
Dejando la Tierra, ella trató de reconstruir su base de poder, y así lo hizo, finalmente alcanzando el rango de Señor del Sistema 
antes de ser asesinada por una buena durante un enfrentamiento con el SG-1 dos años después en 1999. 

## Biografía
Hathor originalmente gobernó desde su lugar de poder en Ta-Netjer. La población local, los netjerians, eran seres antropomorfos que adoraban a Hathor como diosa con más devoción que la observada en otras razas. Con el tiempo se alió con Ra, convirtiéndose en su reina.
Ra, que no quería a su reina, para tener su propia base de poder, la obligó a salir de Ta-Netjer para unirse a él en la Tierra, aunque los netjerians no tomaron su ausencia a la ligera: se suicidaron en masa y realizaron rituales para llevarla de vuelta a través del Stargate. Fue gracias a esta alianza como Hathor perdió gran parte de su independencia y libertad de movimiento, algo que ella valoraba mucho y que la llevó a aborrecer a Ra. 
- Datos: Q897891